# Clancy Brown
Clarence J. (John) Brown III, mer känd som Clancy Brown, född 5 januari 1959 i Urbana, Ohio, är en amerikansk skådespelare och röstskådespelare. 
Brown har uppmärksammats för roller som Kurgan i Highlander (1986), Captain Byron Hadley i Nyckeln till frihet (1994) och Fader Justin Crowe i TV-serien Carnivàle (2003–2005). Han har även spelat ett antal andra skurkroller, såsom fängelseskurken svensken "Viking", "Swede" Lövgren i filmen Bad Boys från 1983. 
Bland Browns röstframträdanden märks Lex Luthor och Herr Krabba. Han har också varit med i spelet Call of Duty: Black Ops II där han gav röst åt en soldat. Han var med i Detroit: Become Human som Lt. Hank Anderson.

## Filmografi i urval
- 1983 – Bad Boys
- 1986 – Highlander
- 1988 – Skjut för att döda
- 1991 – Det perfekta brottet
- 1992 – Jurtjyrkogården 2
- 1994 – Nyckeln till frihet
- 1994–1995 – Den andra jorden (TV-serie)
- 1995 – Dead Man Walking
- 1996 – Eves frestelser
- 1997 – Starship Troopers
- 1997 – Flubber
- 1997–1998 – Cityakuten (TV-serie)
- 1998 – Djungelboken: Mowglis äventyr (röst)
- 1999 – The Hurricane
- 2000 – Advokaterna
- 2004 – SvampBob Fyrkant
- 2004 – The Batman (TV-serie) (röst)
- 2006 – The Guardian (film)
- 2006 – Lost (TV-serie)
- 2007 – Pathfinder
- 2010 – A Nightmare on Elm Street
- 2011 – Green Lantern (röst)
- 2011 – Cowboys & Aliens
- 2019 – The Crown (TV-serie)
- 2020 – Promising Young Woman
- 2025 – Plankton: Filmen